# Ikiryō

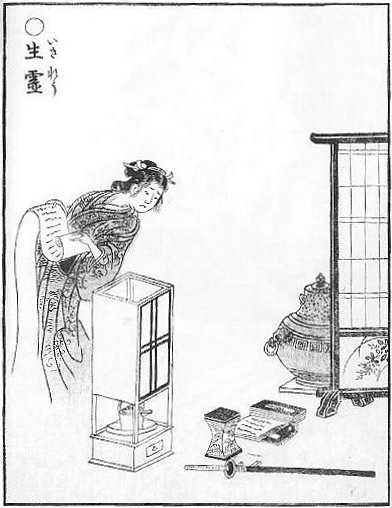

Un ikiryō (生霊, lliteralmente "fantasma viva") es, en la mitología japonesa, una manifestación del alma de una persona viva separada de su cuerpo. 
Tradicionalmente, si alguien tiene suficiente rencor contra otra persona, se cree que una parte o la totalidad de su alma puede proyectarse astralmente y abandonar temporalmente su cuerpo para presentarse ante el objetivo de su odio, a fin de maldecirlo o de perjudicarlo. 
También se cree que las almas pueden dejar un cuerpo vivo cuando el cuerpo está muy enfermo o comatoso; tales ikiryō no son malévolos.